# Doutrina e Convênios

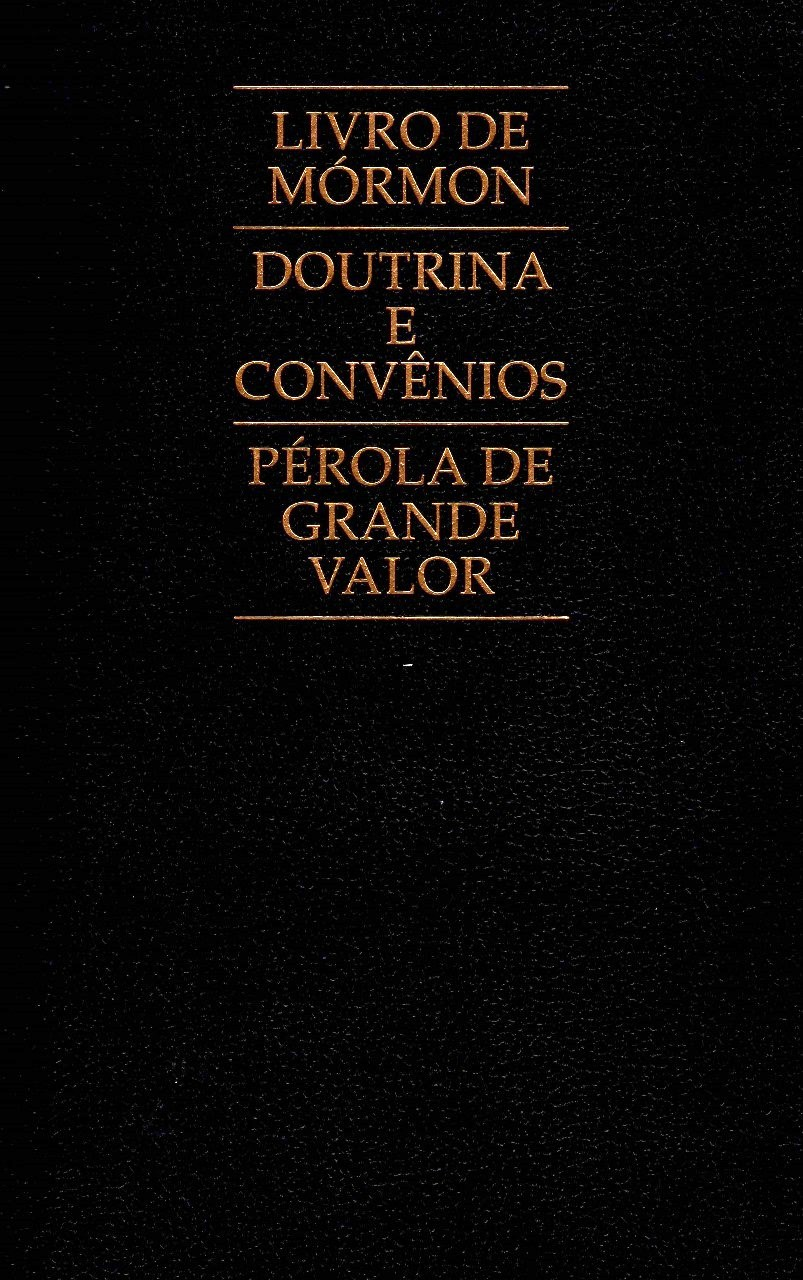
Combinação tríplice de O Livro de Mórmon, Doutrina e Convênios, e Pérola de Grande Valor

Doutrina e Convênios (abreviação: D&C) é um dos livros das obras-padrão de A Igreja de Jesus Cristo dos Santos dos Últimos Dias. Segundo os fiéis, é um livro de revelações divinas ditas por Jesus Cristo ao seu servo, Joseph Smith, em relação à igreja, fins dos tempos e chegada do milênio. Também contém conselhos aos seguidores de Cristo nos últimos dias, explica qual seria o projeto e o fundamento de Deus na Criação do homem e da mulher conhecido como Plano de Salvação e é também o livro mais recente sobre a manifestação de Jesus Cristo atualmente da Igreja, é uma parte das obras-padrão, que formam a base da doutrina de fé dos Santos dos Últimos Dias.[carece de fontes?] As obras-padrão são: A Bíblia, O Livro de Mórmon, Doutrina e Convênios e a Pérola de Grande Valor. Além disso, os membros de A Igreja de Jesus Cristo dos Santos dos Últimos Dias também creem em revelação moderna de um "profeta vidente e revelador."

A obra foi publicada pela primeira vez em inglês no ano de 1835 como "Doctrine and Covenants of the Church of the Latter Day Saints: Carefully Selected from the Revelations of God."

## Outras versões
A Comunidade de Cristo, outra ramificação do Movimento dos Santos dos Últimos Dias, também aceita o livro. Porém, em comparação com o livro utilizado pela Igreja de Jesus Cristo dos Santos dos Últimos Dias, diferencia-se substancialmente, já que a versão da Comunidade de Cristo reúne os ensinos e revelações principalmente dos seus Profetas-Presidentes até os dias atuais.

## Escrituras sagradas para os Santos dos Últimos Dias
- Bíblia
  - Antigo Testamento
  - Novo Testamento
- O Livro de Mórmon
- Pérola de Grande Valor